# Cabra del Santo Cristo
Cabra del Santo Cristo es un municipio español situado en la parte oriental de la comarca de Sierra Mágina, en la provincia de Jaén, comunidad autónoma de Andalucía. Limita con los municipios jienenses de Huelma, Jódar, Úbeda, Quesada y Larva; y con los municipios granadinos de Dehesas de Guadix —por un enclave—, Alamedilla y Guadahortuna. El municipio cabrileño comprende los núcleos de población de Cabra del Santo Cristo —capital municipal—, Estación de Cabra y Estación de Huesa, así como tres diseminados.
Tiene una población de 1651 habitantes (INE 2024) y se encuentra situada a una altitud de 942 m y a 73 kilómetros de la capital de provincia, Jaén.

## Toponimia
Se conoce a partir del s. XVII como Del Santo Cristo y hace referencia a la imagen del Sagrado Lienzo del Santo Cristo de Burgos que llegó a la población en 1637 desde el Real Monasterio de los Agustinos de Burgos.
En ocasiones, en textos históricos, aparece como Cabra, Villa del Santo Cristo de Cabra, Santo Christo y Cabra del Santo Christo.

## Geografía
Limita al norte con los municipios de Úbeda y Jódar, al este con Larva y Quesada, al oeste con Huelma y al sur con Dehesas de Guadix por un enclave, Alamedilla y Guadahortuna, los tres en la provincia de Granada.

## Naturaleza
Presenta una importante biodiversidad en cuanto a fauna, flora y paisajes. Su parte occidental se encuentra en la estribaciones de Sierra Mágina y su parte oriental es parte ya del valle del río Guadiana Menor en el semiárido Altiplano del sudeste peninsular. Tiene diferentes pisos bioclimáticos que van desde los 460 a 1433 m s. n. m. Su diversidad se observa también en que se presentan diferentes tipos de suelos salinos, yesosos, margosos, calizos, etc.
Hay vegetación de los yesos (lepidium subulatum, helianthemum squamatum y gypsophila strutium) repoblaciones con pino carrasco, tomillo aceitunero, retama y esparto en las zonas más erosionadas, vegetación de media montaña mediterránea de suelos calizos y escasas aunque llamativas especies de artemisa (artemisia herbaalba), el espectacular espárrago espinoso (asparagus stipularis) o las numerosas barrillas o sosas (salsola spicata).
Destacan los siguientesː
- Encina centenaria en la Estación de Cabra
- El Cerro de Cabeza Montosa como lugar de interés geológico (serie volcanosedimentaria), uno de los mejores ejemplos de actividad volcánica submarina, compartido con Huelma.[7]
- Ruta saludable Fuente Alta
- Senderismo y BTT en Puente de Tierra en el paisaje de badlands de Las Rambla
- Turbiditas calcáreas de Cabra del Santo Cristo
- Flora entorno de Puente de Cabra del Santo Cristo, propuesta como Monumento Natural
- Ruta BTT los Pinares, compartida con Larva y Jódar.

## Historia
En el s. XIII se trataba de un enclave muy adelantado de la línea castellana ya que la reconquista fue llevada a cabo por el Rey Fernando III en el año 1245, a raíz de la toma de Úbeda en 1233. Cabra del Santo Cristo se segregaría de Úbeda en 1593.
El Repertorio de todos los Caminos de España de Pedro Juan de Villuga señala en 1546 que la ruta entre Toledo y Almería transcurría por Fiñana, Guadix, El Hacho y Fuente Leyva en el término de Huelma, Cabra del Santo Cristo y más adelante Torreperogil.
En 1755 consta como villa de señorío perteneciendo a la Marquesa de La Rambla. En el s. XVII se pasa de unas tierras dedicadas a la silvicultura al cereal de secano por los testimonios de los ganaderos ubetenses que manifiestan que las roturaciones les han privado de pastos. Fue en este siglo cuando empezó a venerarse al Santo Cristo que Jerónimo de Sanvítores donó al pueblo y que se encuentra en la Iglesia de Nuestra Señora de la Expectación. Uno de sus hijos fue el beato y misionero mártir Diego Luis de Sanvítores, que pasó de niño temporadas en la casa solariega de la familia y llevó la devoción al Santo Cristo de Burgos a sus misiones en México y Filipinas.
En el s. XVIII era una villa integrada en el Partido de Úbeda y Baeza. Son de gran valor los planos locales de Cabra del Santo Cristo de los años 1659 y 1660. Documentan cartográficamente la toponimia, describen el terreno del término municipal y de la villa y se encuentran en el Archivo General de Simancas. Tiene relevancia también la información geográfica de Cabra del Santo Cristo en el documento sobre el adelantamiento de Cazorla de 1787 depositado en la Biblioteca Nacional. En este último hay mención a la existencia de una fábrica del vidrio.
En 1836 se anexiona la aldea de Larva, que antes pertenecía a Quesada, y que se hizo municipio independiente en 1924. En 1898 se inauguró la estación de Cabra del Santo Cristo - Alicún, dentro de la línea Linares-Almería, ideada para principalmente el tráfico de mercancías entre la distrito minero de Linares-La Carolina y el puerto de Almería, que sigue en servicio en la actualidad.

## Demografía
Cuenta con una población de 1651 habitantes (INE 2024).
| Gráfica de evolución demográfica de Cabra del Santo Cristo entre 1842 y 2021 |
| |
| Población de derecho según los censos de población del INE. Población de hecho según los censos de población del INE.En 1857 crece el término del municipio porque incorpora a Larva de Quesada. En 1940 disminuye el término del municipio porque independiza a Larva. |

## Economía
Como en la mayoría de comarcas de la provincia de Jaén, la economía de Cabra del Santo Cristo se basa en la producción de aceite de oliva. Actualmente hay tres molinos de aceite en funcionamiento. A mediados del s. XVIII el cultivo del olivar era testimonial, a finales del s. XX suponían el 40 por ciento de las tierras cultivadas y en el año 2000 el 85 por ciento.
En el municipio también se cultiva el almendro.
Por la caída en la rentabilidad de las tierras de labor y la emigración a las ciudades industriales y turísticas, mitigada en los últimos años por la introducción del olivar la evolución de la población en el periodo 1989-2017 fue del -16.5 por cien.

### Evolución de la deuda viva municipal
| Gráfica de evolución de Deuda viva del Ayuntamiento de Cabra del Santo Cristo entre 2008 y 2019                                |
| |
| Deuda viva del Ayuntamiento de Cabra del Santo Cristo en miles de Euros según datos del Ministerio de Hacienda y Ad. Públicas. |

## Administración y política

### Elecciones municipales
| Elecciones municipales desde 1979                      |      |      |      |      |      |      |      |      |      |      |      |      |
|                                                        | 1979 | 1983 | 1987 | 1991 | 1995 | 1999 | 2003 | 2007 | 2011 | 2015 | 2019 | 2023 |
| PSOE                                                   | 6    | 7    | 6    | 6    | 6    | 5    | 6    | 6    | 6    | 5    | 6    | 6    |
| AP/PP                                                  | -    | 3    | 2    | 2    | 5    | 6    | 4    | 4    | 4    | 4    | 3    | 3    |
| PCE/IU                                                 | 0    | 0    | 1    | 1    | 0    | 0    | 1    | 1    | 1    | 0    | 0    | 0    |
| UCD                                                    | 5    | -    | -    | -    | -    | -    | -    | -    | -    | -    | -    | -    |
| IND                                                    | -    | 1    | 2    | -    | -    | -    | -    | -    | -    | -    | -    | -    |
| DS                                                     | -    | -    | -    | 2    | -    | -    | -    | -    | -    | -    | -    | -    |
| En negrilla el partido más votado                      |      |      |      |      |      |      |      |      |      |      |      |      |
| Fuente: Datos de las elecciones municipales desde 1979 |      |      |      |      |      |      |      |      |      |      |      |      |

### Alcaldía
| Periodo   | Nombre                                                 | Partido |
| --------- | ------------------------------------------------------ | ------- |
| 1979-1983 | Juan Carmona Infantes                                  | PSOE    |
| 1983-1987 | Juan Carmona Infantes 1987: José García Díaz           | PSOE    |
| 1987-1991 | Francisco Quesada Domínguez                            | PSOE    |
| 1991-1995 | Francisco Quesada Domínguez                            | PSOE    |
| 1995-1999 | Félix González Muñoz                                   | PSOE    |
| 1999-2003 | Félix González Muñoz                                   | PSOE    |
| 2003-2007 | José Rubio Santoyo                                     | PSOE    |
| 2007-2011 | José Rubio Santoyo                                     | PSOE    |
| 2011-2015 | José Rubio Santoyo                                     | PSOE    |
| 2015-2019 | José Rubio Santoyo                                     | PSOE    |
| 2019-2023 | Francisco Javier Justicia Gómez 2022: Juan Guidú López | PSOE    |
| 2023-act. | Juan Guidú López                                       | PSOE    |

## Equipamiento cultural, deportivo y de ocio
El área recreativa del Nacimiento es un lugar de ocio donde los más jóvenes se reúnen las noches de verano para celebrar las fiestas del pueblo (del 14 al 18 de agosto). En las fiestas, se celebran torneos de ajedrez, de fútbol, etc. Para los más pequeños, todas las mañanas hay actividades en el parque municipal. Su uso anterior era lavadero de ropa.
La piscina municipal se encuentra abierta durante todo el verano, y por la noches se celebran verbenas con música en directo.
En esta población hay una biblioteca municipal donde hay una sala de lectura, posibilidad de préstamo de libros, además de facilitar el acceso a internet desde las dependencias para los usuarios de la biblioteca. Esta biblioteca tiene también mucha historia ya que antaño fue un hospital, llamado Hospital de la Misericordia, albergue para muchos peregrinos que llegaban a la población para visitar al Santo Cristo de Burgos a semejanza del que se encuentra en la capilla del Santísimo Cristo en la Catedral de Burgos.

## Patrimonio
Son Bienes de Interés Culturalː
- Castillo de Cabra del Santo Cristo

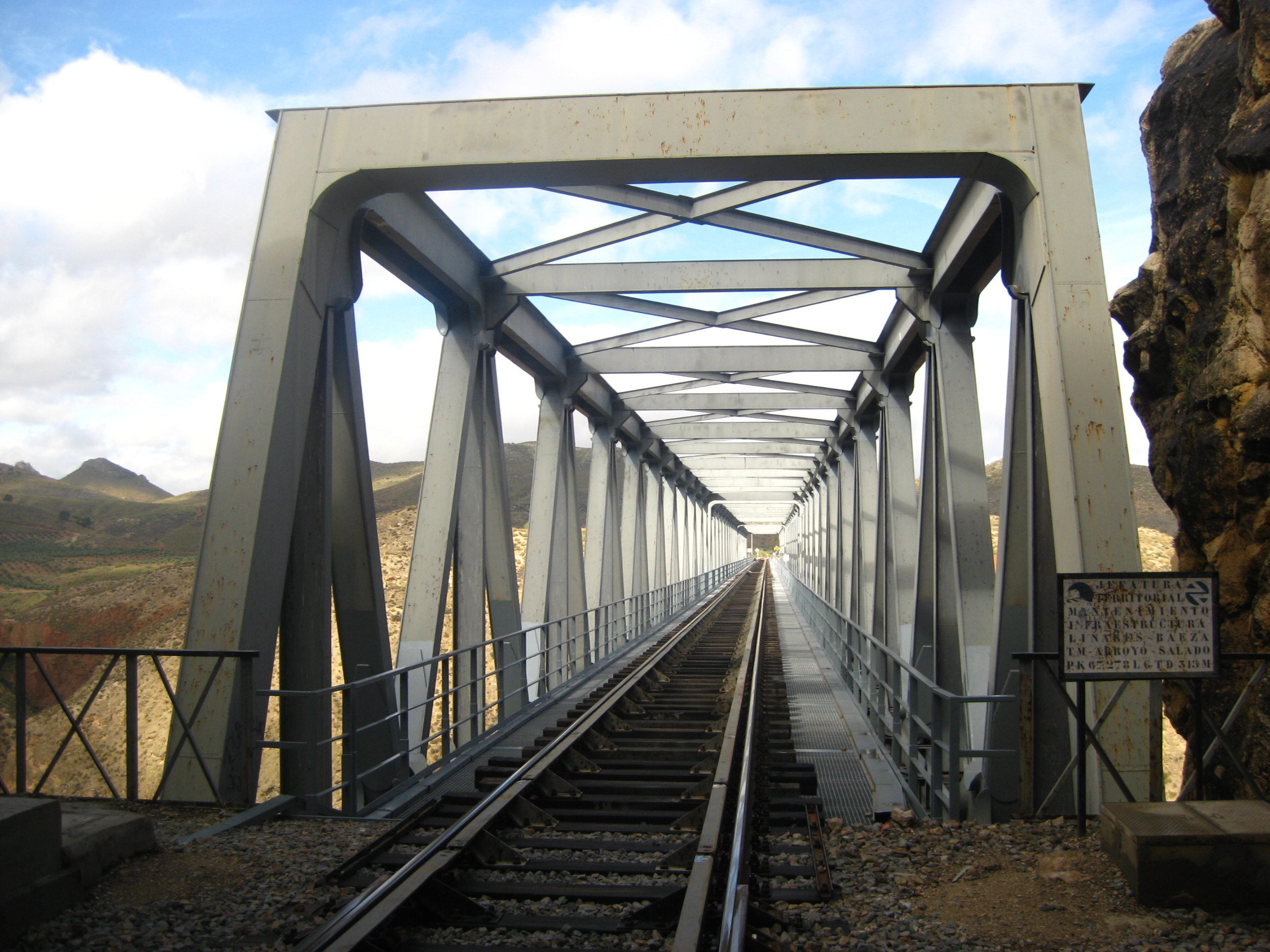
Viaducto del Salado (1899)

- Iglesia de Nuestra Señora de la Expectación

Destacan ademásː
- Casa Grande, del siglo XVII en estilo barroco mudéjar
- Palacete de los Olmedo del siglo XX en estilo historicista
- Centro de Interpretación de la Fotografía Arturo Cerdá y la Asociación Cerdá i Rico.
- Ermita del Nicho del Sudor
- Carretera se interés paisajístico de Cabra del Santo Cristo a Bélmez de la Moraleda.
- Puente ferroviario del Salado del s. XIX
- Artesanía del esparto y la enea

## Deportes
En Cabra existen algunas entidades deportivas:
- Club Cabra de Ajedrez.
- Club Cabra de Petanca.
- Club Cabra de Billar.
- C. D. Cabra Joven.
- C. D. Fútbol Sala femenino.
- Club de Vóley Cabra femenino.
- C. D. Cabra Fútbol 7 "Veteranos".

Estos cuatro últimos, disputan sus encuentros en el pabellón deportivo municipal de la localidad.

## Fiestas
- 16 de enero: lumbres de San Antón.
- 20 de enero: día de San Sebastián, se celebra la llegada del lienzo del Santo Cristo de Burgos..
- 2 de febrero: fiesta de la Candelaria, se bendicen los roscos de candelaria, los más pequeños adornan sus cestos para llevarlos a la iglesia.
- Primer fin de semana de junio: Romería de la Virgen de la Inmaculada, transportándola a la estación de Cabra del Santo Cristo.[18]
- 14 al 18 de agosto: fiestas patronales en honor al Santo Cristo de Burgos